# Август Фільдорф
Август Еміль Фильдорф (пол. August Emil Fieldorf; 20 березня 1895 року, Краків — 24 лютого 1953 року, Варшава) — бригадний генерал Війська Польського.

## Освіта
Закінчив школу св. Миколая в Кракові, а потім чоловічу семінарію. У 1910 році вступив в Стрілецьку спілку, в 1912 році став її повноправним членом. Закінчив унтер-офіцерські курси.

## Учасник Першої світової війни
6 серпня 1914 пішов добровольцем в Польські легіони, служив на російському фронті в якості заступника командира піхотного взводу. З 1916 — фельдфебель, в 1917 навчався в офіцерській школі. Після «присяжного кризи» (відмови польських легіонерів принести присягу на вірність імператорів Німеччини і Австро-Угорщини) був спрямований на італійський фронт у складі австрійської армії. Покинувши службу, з серпня 1918 року працював у складі Польської військової організації в Кракові.

## Офіцер Війська Польського
З листопада 1918 — в лавах Війська Польського, командир взводу, з березня 1919 — командир роти. У 1919-1920 брав участь у Віленській кампанії, потім в радянсько-польській війні, брав участь у занятті Динабурга, Житомира, в поході на Київ, в Білостоцькій битві. 
Після війни залишався на дійсній службі, з 1928 — майор, командир батальйону у 1-му піхотному полку Легіонів. З 1935 — командир батальйону «Тракай» у складі полку прикордонної охорони «Вільно». Незадовго до початку Другої світової війни призначений командиром 51-го піхотного полку імені Джузеппе Гарібальді, розквартированого в Брезанах. Під час вересневої кампанії 1939 року на чолі свого полку в складі 12-ї піхотної дивізії брав участь у битві під Ілзою, після розгрому полку в цивільному одязі дістався до Кракова.
Після поразки Польщі перебрався у Францію (де закінчив штабні курси і в травні 1940 проведений в полковники), потім у Великій Британії для продовження боротьби проти німців.

## Офіцер Армії Крайової
У липні 1940 став емісаром польського емігрантського уряду в країні, у вересні 1940 прибув до Варшави. У 1942 — комендант району Армії Крайової (АК) № 2 «Білосток», з осені 1942 — командувач «Кедива» (управління диверсійної служби) головного командування АК. Віддав наказ про ліквідацію бригадефюрера СС Франца Кутчери. З лютого по липень 1944 — командувач законспірованої організації «НЄ» («Незалежність»), яка повинна була діяти після зайняття території Польщі радянськими військами. З 28 вересня 1944 — генерал бригади. З жовтня 1944 по січень 1945 — заступник командувача АК генерала Леопольда Окуліцького, потім заступник командувача «НЄ». Псевдонім — «Ніль».

## Переслідування і загибель
7 березня 1945 року заарештований, але його особа встановлена не була. Вивезений до СРСР, де під чужим ім'ям перебував в ув'язненні до 1947 року, коли повернувся в Польщу. Жив під вигаданим ім'ям в Бяла-Підлясці, Варшаві, Кракові, Лодзі, у підпільній діяльності не брав участі. Намагався легалізуватися під своїм справжнім прізвищем, але в листопаді 1950 року був заарештований управлінням безпеки. Звинувачений у дачі наказів на ліквідацію радянських партизанів. Незважаючи на тортури, не визнав себе винним і відмовився співпрацювати зі слідством. 16 квітня 1952 року засуджений до смертної кари воєводським судом Варшави (звинувачення висунула сумнозвісна прокурор Гелена Воліньська-Брус). Страчений 24 лютого 1953 р.
У 1958 році Генеральна прокуратура припинила справу у його відношення за відсутністю доказів вини. У березні 1989 року реабілітований зі зміненою формулюванням — у зв'язку з відсутністю вини.

## Пам'ять про генерала
У 1972 на його символічній могилі був поставлений пам'ятник. У 2008 Сейм Польщі прийняв резолюцію в пам'ять 55-річчя з дня загибелі генерала Фільдорфа. У 2009 на екрани вийшов фільм «Генерал Ніль», а міністр національної оборони присвоїв ім'я генерала Фільдорфа підрозділу спецназу. 26 вересня 2010 року у Варшаві було відкрито пам'ятник генералу.

## Нагороди
Нагороджений орденом Білого Орла (2006; посмертно), Срібним та Золотим хрестами Військового ордена «Віртуті Мілітарі», Хрестом Незалежності, Кавалерським хрестом ордена Відродження Польщі, Хрестом Хоробрих (чотири рази).